# 姜有为
姜有为（1967年9月—），男，汉族，吉林农安人，中华人民共和国政治人物，中国共产党党员，第十三届全国人民代表大会辽宁地区代表。

## 生平
1985年，姜有为考入吉林大学化学系高分子材料专业学习。1989年7月毕业后，分配到吉化公司有机合成厂工作，任橡胶车间技术员。1994年10月，他成为厂长办公室生产秘书。1995年4月，任厂调度处副处长。1996年4月，任厂苯乙烯车间副主任。1997年2月，升任副厂长。1999年2月，任集团生产安全技术部副部长。
1999年5月，姜有为调入政府部门，任吉林市经济贸易委员会副主任、党组成员。2000年12月，升任吉林省经济贸易委员会副主任、党组成员。2004年4月，改任省经济委员会副主任、党组成员。期间，他于2003年6月至2004年6月在新加坡南洋理工大学商学院管理经济学专业进行硕士研究生学习。2005年7月，调任白山市副市长，并兼任白山经济开发区管委会主任。2006年7月，任白山市委常委、常务副市长。2008年1月，41岁的姜有为升任吉林省经济委员会主任、党组书记，并兼任省政府副秘书长。2009年2月，改任吉林省工业和信息化厅厅长、党组书记。2010年7月，外放辽源，任市委副书记、代市长、市长。2011年6月，出任辽源市委书记。2013年3月，接替升任副省长的隋忠诚，任吉林省发展和改革委员会主任。2015年11月，升任吉林省人民政府副省长、党组成员。
2016年12月，姜有为跨省履新，任沈阳市委副书记、代市长。2017年1月，正式当选沈阳市市长。2021年1月，不再担任沈阳市市长职务，改任辽宁省副省长。2021年3月，兼任省国资委党委书记。2023年9月，出任中共辽宁省委常委、秘书长。
2018年2月24日，当选为第十三届全国人大代表。